# Савицкас, Аугустинас
Аугустинас Савицкас (лит. Augustinas Savickas, 12 мая 1919 года, Копенгаген, Дания — 24 июня 2012 года, Вильнюс, Литва) — литовский советский художник, искусствовед, профессор университета и писатель. Народный художник Литовской ССР (1979).

## Биография
Родился 12 мая 1919 года в Копенгагене в Дании.
Аугустинас Савицкас был младшим из двух сыновей литовского дипломата Юргиса Савицкиса и его жены Иды Тракинер-Савицкене (1894—1944). Её отец, Леон Тракинер, владел в Санкт-Петербурге фабрикой по производству изделий из стекла. Старший брат Аугустинаса — художник Альгирдас Савицкис (1917—1943) погиб в Каунасском гетто.
В 1923—1927 годы из-за дипломатической службы отца семья жила в столице Финляндии Хельсинки. После развода родителей дети вместе с матерью вернулись в Литву. Аугустинас окончил гимназию № 3 в Каунасе и поступил в первую литовскую художественную школу («Kauno meno mokykla»). В 1939/40 году он учился в Швейцарии на факультете социологии Женевского университета. В то время его мать жила во Франции и Бельгии.
С июня 1940 года Савицкас работал в Каунасе в эвакуационной комиссии и учился в Вильнюсской художественной академии. В июле 1940 года в Литве была провозглашена советская власть и затем образована Литовская ССР.
После нападения Германии на СССР 1941 году Савицкас был эвакуирован в глубь страны. До 1944 года он работал в колхозе под Новосибирском. В 1942/43 и 1944/45 годах служил в 50-й запасной стрелковой Литовской дивизии Красной Армии.
После войны до 1949 года Савицкас учился живописи у Юстинаса Веножинскиса (1886—1960) и Витаутаса Мацкявичюса (1911—1991) в Вильнюсской художественной академии.
С 1949 по 1951 год Савицкас был членом управления по делам искусств при Совете министров Литовской Советской Социалистической Республики (МТ ЛССР). С 1951 года он был членом Союза художников Литвы.
С 1951 по 1972 год Аугустинас Савицкас работал преподавателем в Государственном художественном институте Литовской ССР (LSSR dailės Institutas). С 1965 года был доцентом этого института.
В 1958 году вступил в Коммунистическую партию.
В июле 1963 года А. Савицкас дал свидетельские показания о расстреле своих родственников на процессе по делу Ганса Глобке, который был назначен канцлером ФРГ Конрадом Аденауэром главой Федеральной канцелярии.
С 1973 по 1979 год он проводил исследования в Литовском институте истории (Lietuvos istorijos institutas). В 1985—1993 годы преподавал в Художественном институте Литовской ССР по специальности «живопись». С 1988 года был членом-корреспондентом АН СССР. В 1993 году ему была присвоена степень доктора искусствоведения.
Савицкас умер 24 июня 2012 года в Вильнюсе. Похоронен на Кайренайском кладбище в столице Литвы Вильнюсе.

## Награды и почётные звания
- 1965 г. — Заслуженный художник Литовской ССР
- 1966 г. — Государственная премия Литовской ССР
- 1979 г. — Народный художник Литовской ССР
- 1994 г. — Рыцарский крест ордена Великого князя Литовского Гедиминаса
- 1999 г. — Национальная премия Литвы по культуре и искусству
- 2003 г. — Приз Союза художников Литвы и золотой знак No. 009
- 2003 г. — Командорский крест ордена Витаутаса Великого